# Conjuntivite
Conjuntivite é uma inflamação da conjuntiva e da superfície interior da pálpebra. A conjuntiva é a camada exterior da parte branca do olho. O sintoma mais evidente é a vermelhidão do olho, sendo também comum a ocorrência de dor, ardor e prurido. O olho afetado pode também lacrimejar ou custar a abrir durante a manhã e a parte branca do olho pode-se apresentar inchada. Na conjuntivite bacteriana são comuns secreções espessas e purulentas. O prurido é mais comum nos casos causados por alergias. A conjuntivite pode afetar apenas um ou ambos os olhos.
A causa infecciosa mais comum é a infeção viral, seguida de infeção bacteriana. A infeção viral pode manifestar sintomas semelhantes ao da constipação. Os casos virais e bacterianos são facilmente transmissíveis entre pessoas. Outra causa comum são as alergias ao pólen ou aos pelos de animais. O diagnóstico geralmente baseia-se nos sinais e sintomas. Ocasionalmente pode ser recolhida uma amostra de secreções para análise microbiológica.
Parte da prevenção pode ser feita lavando as mãos. O tratamento depende da causa subjacente. Na maioria dos casos virais não existe tratamento específico. As pessoas que usam lentes de contacto e pessoas cuja causa é gonorreia ou clamídia devem receber tratamento. Os casos causados por alergias podem ser tratados com anti-histamínicos ou gotas de inibidores de mastócitos.
Em adultos as causas virais são mais comuns, enquanto em crianças são as causas bacterianas. Geralmente as pessoas melhoram ao fim de uma ou duas semanas. No caso de ocorrer perda de visão, sensibilidade à luz, sinais de herpes ou se a pessoa não melhorar após uma semana, pode ser necessário novo diagnóstico e tratamento. A conjuntivite em recém-nascidos, denominada conjuntivite neonatal, pode necessitar de tratamento específico.

## Classificação

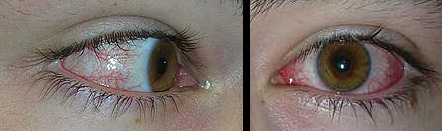
Olho com conjuntivite

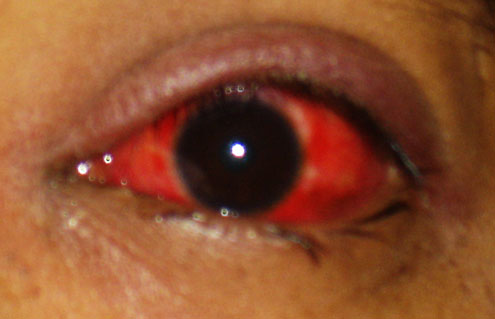
Um olho, com conjuntivite aguda

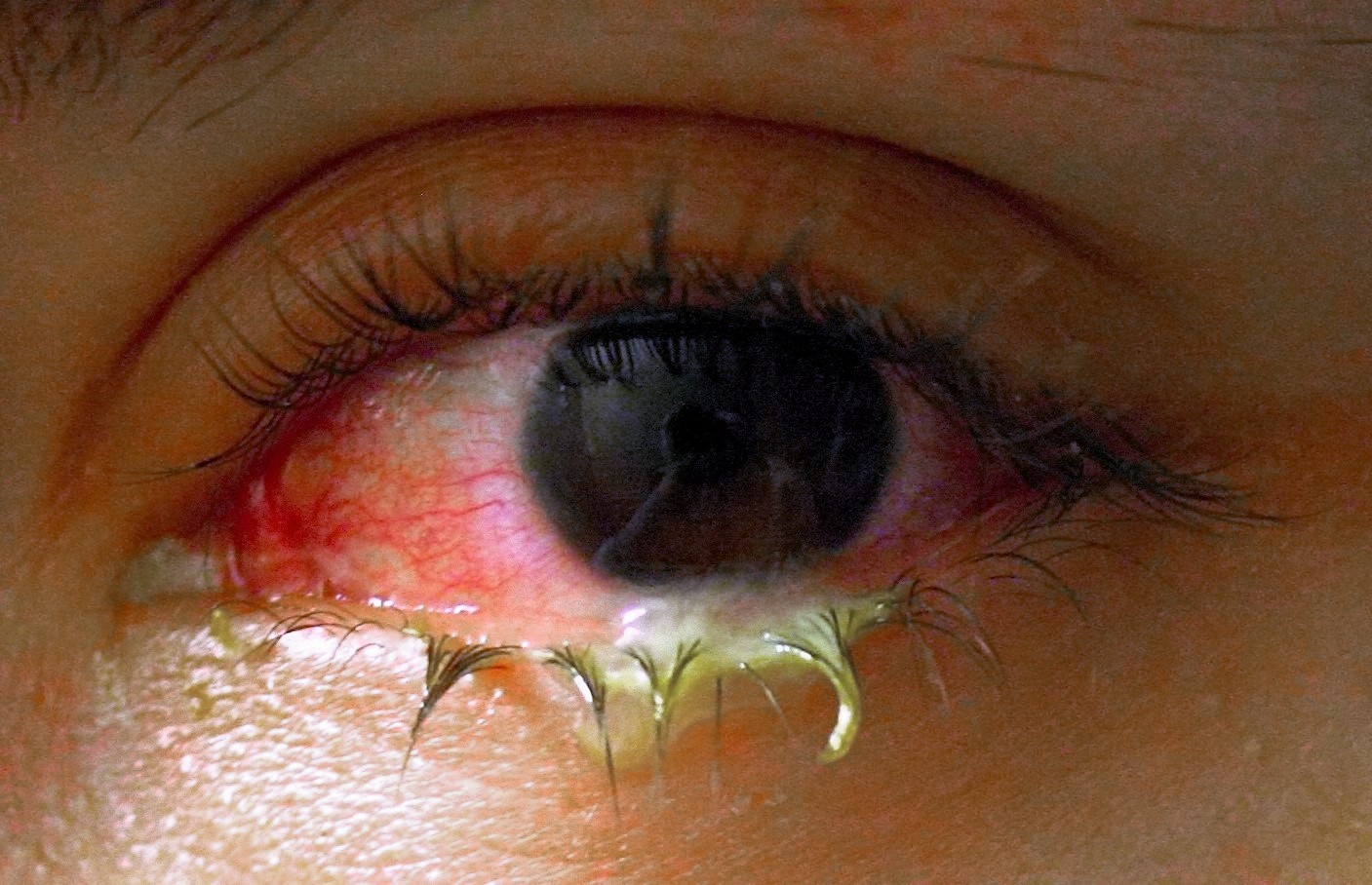
Um olho com conjuntivite bacteriana

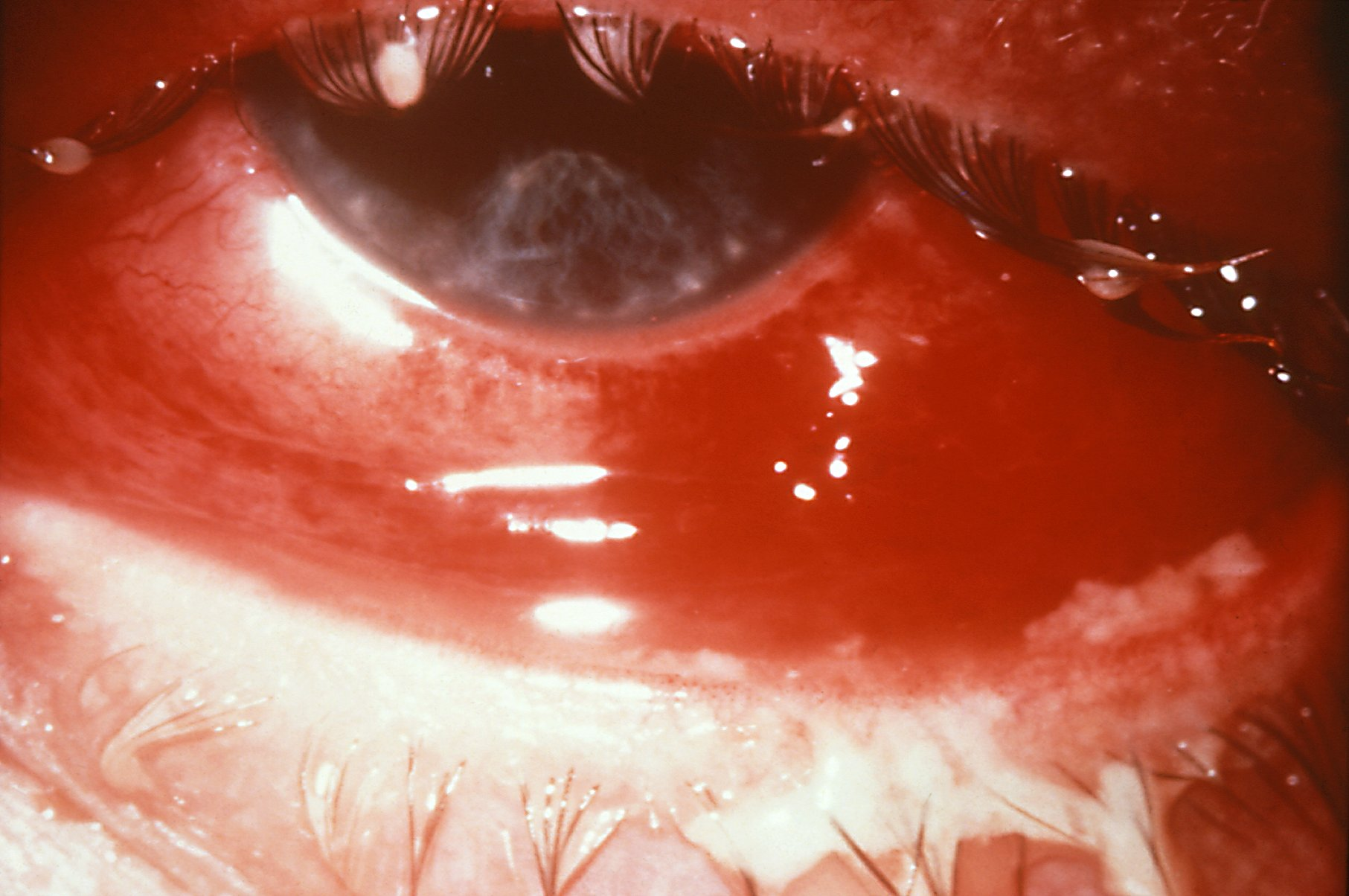
Conjuntivite gonocócica

### Infecciosa
A conjuntivite infecciosa é transmitida, mais frequentemente, por vírus, fungos ou bactérias e pode ser contagiosa. O contágio se dá, nesse caso, pelo contato. Assim, uso de objetos contaminados (toalhas), contato direto com pessoas contaminadas ou até mesmo pela água da piscina são formas de se contrair a conjuntivite infecciosa. Quando ocorre uma epidemia de conjuntivite, pode-se dizer que é do tipo infecciosa.
A conjuntivite viral geralmente é causada por um adenovírus, mas também pode ser transmitida por enterovirus tipo 70 (conjuntivite hemorrágica)  e coxsackie A4 (conjuntivite hemorrágica). É muito comum em escolas, local de trabalho, consultórios médicos, ou seja, todo local fechado, com contato íntimo entre pessoas. O diagnóstico é realizado pelas características clínicas. O tratamento consiste na utilização de compressas frias, vasoconstritor tópico e lágimas artificiais. A propagação do vírus dura até 14 dias após o início dos sintomas.
A conjuntivite bacteriana caracteriza-se por ser purulenta. Geralmente são causadas por Streptococcus pneumoniae, Staphylococcus aureus e Haemophilus influenzae. Estes tipos são tratados com antibióticos tópicos de espectro ampliado (cloranfenicol, neomicina, etc).
Um tipo, chamada de conjuntivite gonocócica, é causada por Neisseria gonorrhoeae que é sexualmente transmissível. Pode ser transmitida na hora do parto, mas é rara pois costuma-se aplicar uma gota de nitrato de prata 1% no saco conjuntival. É tratada com antibióticos sistêmicos e oculares. Não tratada, a infecção gonocócica pode penetrar o olho íntegro e destruí-lo.
A conjuntivite de inclusão é causada por Chlamydia trachomatis sorotipo D-K, pertencente ao trato genital do adulto. Possui uma duração maior e acomete geralmente jovens sexualmente ativos. Trata-se com azitromicina ou doxiciclina. É uma doença conhecida como tracoma.
A conjuntivite fúngica é mais rara de ocorrer. Geralmente acontece quando uma pessoa é acidentada com madeira nos olhos ou utiliza lente de contato.

### Alérgica
A conjuntivite alérgica é aquela que ocorre em pessoas predispostas a alergias (como quem tem rinite ou bronquite, por exemplo) e geralmente ocorre nos dois olhos. Esse tipo de conjuntivite não é contagiosa, apesar de que pode começar em um olho e depois se apresentar no outro. Pode ter períodos de melhoras e reincidências, sendo importante a descoberta da causa da conjuntivite alérgica.
É benigna por não envolver a córnea. Ocorre geralmente em regiões de clima mais frio. O alérgeno mais comum é o pólen. São tratadas com anti-histamínicos e estabilizadores de mastócitos.
A conjuntivite papilar gigante é causada, sobretudo, por uso de lentes de contato.

### Tóxica
A conjuntivite tóxica é causada por contato direto com algum agente tóxico, que pode ser algum colírio medicamentoso ou alguns produtos de limpeza, fumaça de cigarro e poluentes industriais. Alguns outros irritantes capazes de causar conjuntivite tóxica são poluição do ar, sabão, sabonetes, spray, maquiagens, cloro e tintas para cabelo. A pessoa com conjuntivite tóxica deve se afastar do agente causador e lavar os olhos com água abundante. Se a causa for medicamentosa é necessário a suspensão do uso, sempre seguindo uma orientação médica.

## Sinais e sintomas
Em geral, apresenta:
- Olhos vermelhos e lacrimejantes;
- Pálpebras inchadas;
- Sensação de areia ou de ciscos nos olhos;
- Secreções;
- Coceira constante nos olhos.

## Prevenção
- Lavar as mãos frequentemente;
- As mãos não devem entrar em contato com locais sujos e depois em contato com os olhos;
- Evitar aglomerações ou frequentar piscinas de academias ou clubes e praias;
- Lavar com frequência o rosto e as mãos, uma vez que estas são veículos importantes para a transmissão de microrganismos patogénicos;
- Não coçar os olhos;
- Aumentar a frequência com que troca as toalhas do banheiro e sabonete ou use toalhas de papel para enxugar o rosto e as mãos;
- Trocar as fronhas dos travesseiros diariamente enquanto perdurar a crise;
- Não compartilhar o uso de esponjas, rímel, delineadores ou de qualquer outro produto de beleza;
- Evitar contato direto com outras pessoas;
- Não ficar em ambientes onde há bebês;
- Não usar lentes de contato durante esse período;
- Evitar banhos de Sol;
- Evitar luz, pois essa pode fazer com que o olho contaminado venha a doer mais.

## Tratamento
- Para melhor diagnosticar a causa da conjuntivite, é de todo aconselhável a ida a um serviço de urgência oftalmológico, onde o médico poderá retirar uma amostra (através de zaragatoa) das secreções purulentas produzidas pelos olhos, que será analisada em nível bacteriológico, fungal e viral na tentativa de descobrir qual o agente causador da conjuntivite. A prescrição de antibióticos para conjuntivites virais não tem qualquer eficácia e é incorreta, visto que vírus não podem ser mortos pela ação destes tipos de medicamentos.[11]
- Utiliza-se gaze e água filtrada ou mineral, ou ainda soro fisiológico, para limpar as casquinhas que se formam em volta do olho. Água boricada não é mais indicada pelos médicos para esse tipo de tratamento.[11]
- Não deve ser tocado com a superfície das embalagens no olho ou pálpebra quando da aplicação, para evitar a contaminação das soluções (colírios e pomadas);
- No caso do agente causador, o médico poderá prescrever um tratamento com antibiótico (em caso de bactérias), antifungo (em caso de fungo) ou antiviral (em caso de vírus), que será diferente consoante o tipo e o grau de resistência do agente que causa a doença;